# Abrazadera para tubo

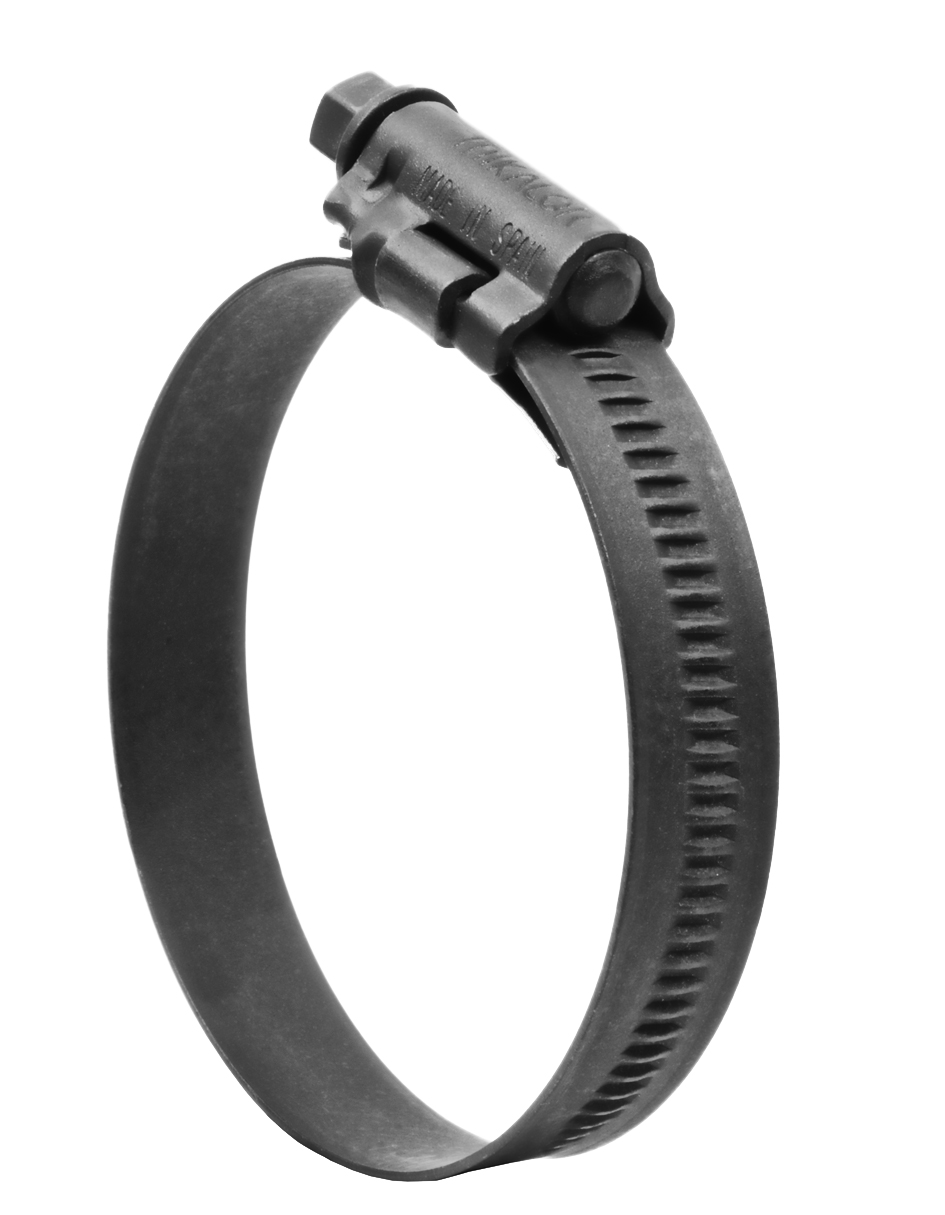
Una abrazadera para tubo.

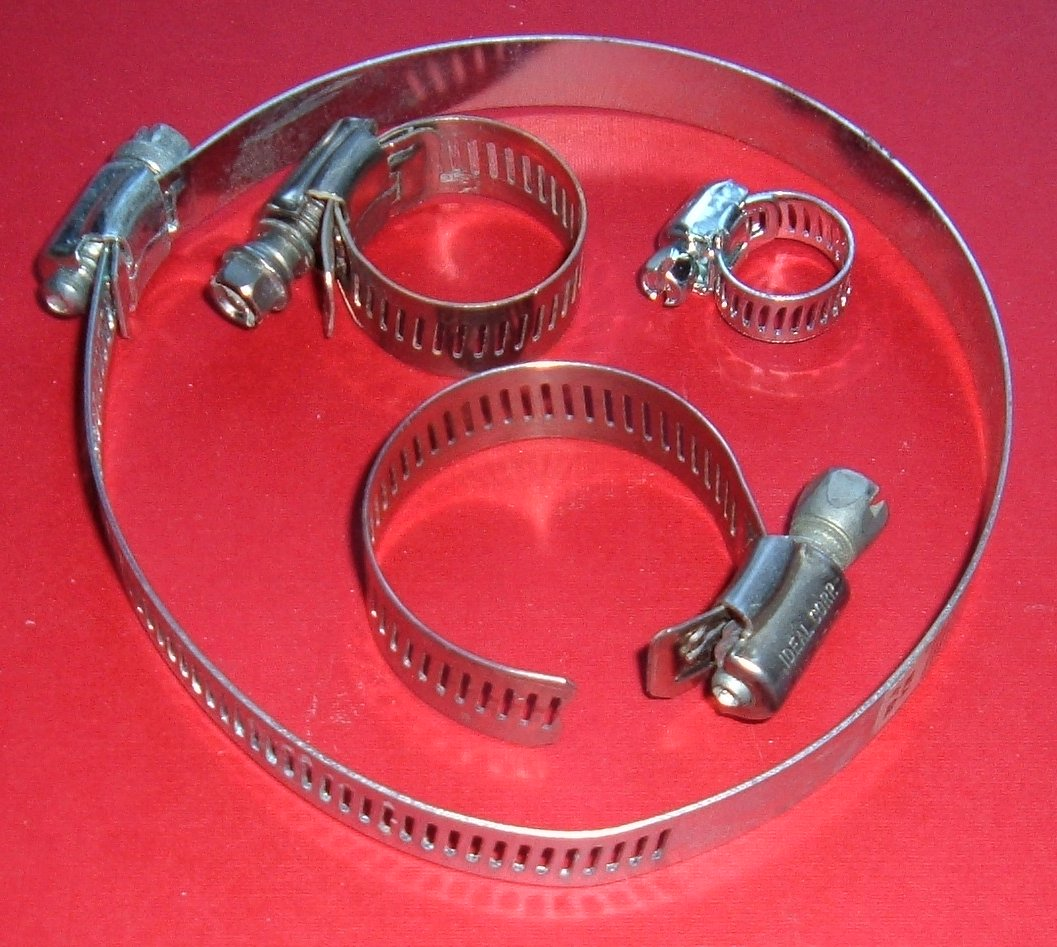
Abrazadera de tornillo para tubo.

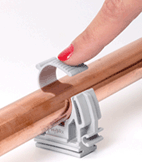
Abrazadera de fácil cierre isofix.

Una abrazadera para tubo es una pieza de metal u otro material que sirve para asegurar tuberías o conductos de cualquier tipo, ya sean en disposición vertical, horizontal o suspendidas, en una pared, guía, techo o cualquier otra base.

## Tipos de abrazaderas
Existen varios tipos de abrazaderas según el material y las características de las mismas:
- Abrazaderas metálicas
- Abrazaderas de aluminio
- Abrazaderas de PVC
- Abrazaderas de plástico
- Abrazaderas de titanio

## Recomendaciones técnicas
Como norma general, se recomienda utilizar, para instalaciones que transportan líquidos (agua caliente, fría, residual, etc) las abrazaderas isofónicas con goma aislante, que presentan buena protección contra los ruidos, vibraciones y electrólisis.
Para las instalaciones que transportan gases las más recomendadas son las abrazaderas isofónicas y las abrazaderas plastificadas.
Para ambientes corrosivos se recomienda utilizar abrazaderas inoxidables.

## Recomendaciones para la instalación
Las abrazaderas normalmente se instalan entre 0,5 y 2 metros de distancia entre ellas, siempre dependiendo del cálculo de la carga que deben soportar junto con la resistencia del modelo de abrazadera empleado. Se deben tener en cuenta los coeficientes de seguridad de las abrazaderas.
En la instalación nunca hay que forzar las abrazaderas con palancas (tubos, destornilladores, llaves, etc) ya que podría sobrepasarse el límite del coeficiente de seguridad de la abrazadera referente a torsión y producirse roturas.

## Aplicaciones
Las abrazaderas tienen mil usos tanto de forma profesional como en el bricolaje. Desde organizar el cableado suelto de una oficina con ordenadores hasta sujetar tubos y otros conductos más pesados.